# Sartirana Lomellina
Sartirana Lomellina je italská obec v provincii Pavia v oblasti Lombardie.
K 31. prosinci 2010 zde žilo 1 787 obyvatel.

## Sousední obce
Bozzole, Breme, Mede, Semiana, Torre Beretti e Castellaro, Valle Lomellina, Valmacca